# Inulopsis
Inulopsis é um género botânico pertencente à família Asteraceae.
A autoridade científica do género é O. Hoffmann in Engler & Prantl, tendo sido publicado em Die Natürlichen Pflanzenfamilien 4(5): 145, 149. 1890.

## Espécies
Segundo a base de dados The Plant List, o género tem 12 espécies descritas das quais 3 são aceites:
- Inulopsis camporum (Gardner) G.L.Nesom
- Inulopsis scaposa (DC.) O.Hoffm.
- Inulopsis stenophylla Dusén